# البحث المحلي
البحث المحلي طريقة متبعة لحل مشكلات الاختيار الحاسوبية الصعبة. والبحث المحلي يمكن استخدامه لإيجاد حل يؤدي إلى اختيار حل بين عدد من الحلول المرشحة. وخوارزميات البحث المحلية تنتقل من حل إلى آخر في نطاق الحلول المرشحة بتطبيق التغييرات المحلية بلوغا إلى الحل الأمثل أو انقضاء فترة زمنية محددة.